# Socialisme àrab
El socialisme àrab (en àrab الاشتراكية العربية, al-ixtirākiyya al-‘arabiyya) és una ideologia política basada en l'amalgamació del panarabisme i el socialisme. El socialisme àrab difereix de la tradició del pensament socialista al món àrab, que precedeix el socialisme àrab com a mínim en cinquanta anys. El terme «socialisme àrab» va ser encunyat per Michel Aflaq, principal fundador del baasisme i del Partit Baas, per tal de distingir la seva versió de la ideologia socialista del moviment socialista internacional.

## Significat original
Michel Aflaq, cofundador del Partit Baas i del baasisme, va encunyar el terme "socialisme àrab". El socialisme era un pilar important en el pensament baasista, i s'incloïa en l'eslògan del partit "Unitat, llibertat, socialisme". Tanmateix, fent servir el terme, Aflaq no es referia al socialisme tal com s'entén habitualment; la seva versió igualava el socialisme amb el nacionalisme àrab. En un escrit del 1946, Aflaq afirmà que "els nacionalistes àrabs són socialistes", i així "no hi ha ni incompatibilitat ni contradiccions ni guerra entre nacionalistes i socialistes." Creia que el socialisme estava subordinat al projecte d'unitat àrab i a la llibertat, tanmateix, creia que lluitar per l'alliberament i la unitat àrab era el mateix que lluitar pel socialisme, en ser dues cares de la mateixa moneda. L'objectiu de l'alliberament àrab era combatre l'imperialisme, oposar-se a les classes dirigents i lluitar per la justícia social. També afirmà que "la qüestió socioeconòmica és el problema de més importància a la nostra vida, però està directament relacionat amb el problema més gran del nacionalisme" i que "volem el socialisme per servir el nostre nacionalisme."

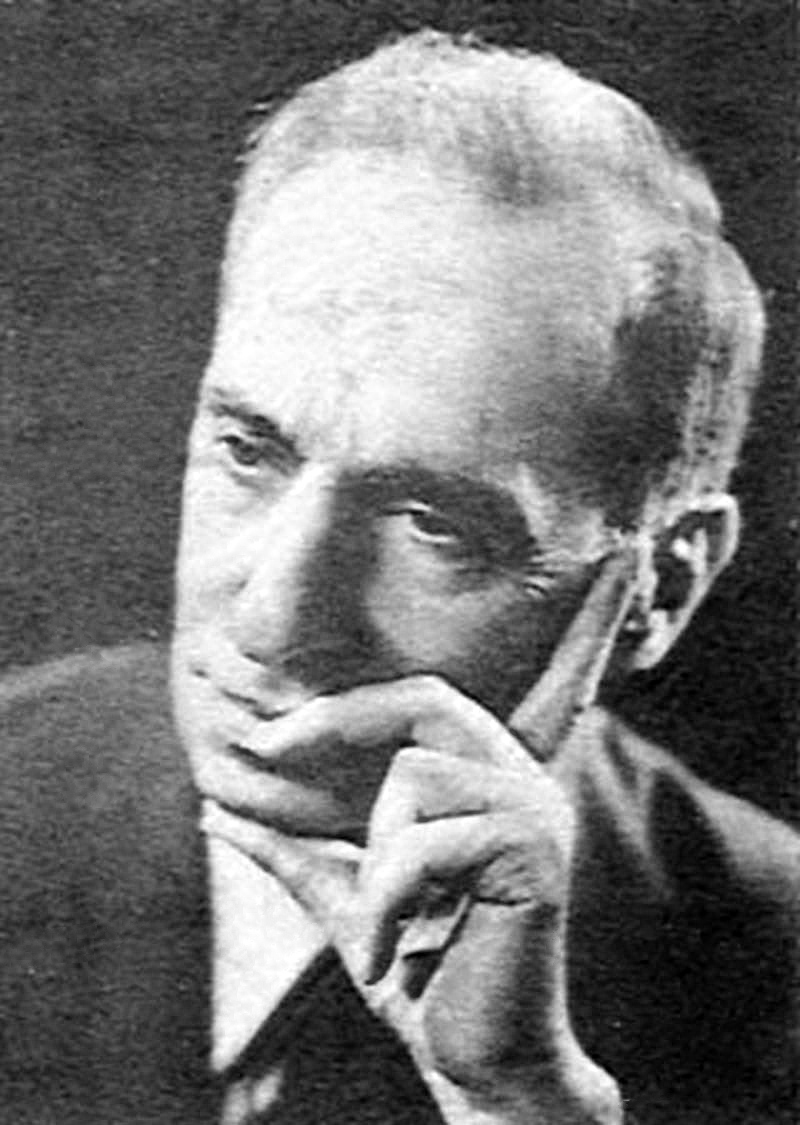
Michel Aflaq, pare del terme «socialisme àrab»

El socialisme que es preveia en la constitució del partit del 1947 i en textos posteriors fins a l'establiment de la República Àrab Unida és moderat i té poques mostres de marxisme. A la constitució del partit de 1947 es diu que el socialisme "és una necessitat que emana de les profunditats del nacionalisme àrab […] El socialisme constitueix l'ordre social ideal per al poble àrab." El Partit Baas fou fundat el 1947 com a Partit Baas Àrab, esdevingué el Partit Baas Socialista Àrab el 1952 quan es va fusionar amb el Partit Socialista Àrab. Més endavant, el 1950, Aflaq va definir el socialisme com "no un objectiu de per si, sinó un mitjà necessari per garantir l'estàndard més alt de producció amb el límit més gran de cooperació i solidaritat entre els ciutadans […] La societat àrab […] necessita un ordre social amb fonaments més profunds, horitzons més llunyans i una realització més contundent que el socialisme moderat britànic." Un analista soviètic va comentar sobre el moviment baasista que "el concepte d'estructura socialista [tal com] apareix als articles i discursos […] [en] el període de naixement del nou moviment […] només era un esbós vague d'una negativa ideològica poc desenvolupada."
A la constitució del partit de 1947 es demanava una "redistribució de riquesa justa", la propietat estatal d'empreses de serveis públics, recursos naturals, grans indústries i transport, control estatal sobre el comerç interior i l'internacional, limitació dels hòldings agrícoles a la quantitat que el propietari podria cultivar, una economia sota alguna forma de supervisió estatal, participació dels treballadors en la gestió i en els beneficis, respecte per l'herència i drets de la propietat privada. Als textos baasistes de la dècada de 1940 i 1950 era prominent la preocupació per l'explotació d'un grup de ciutadans per part d'un altre. El partit prohibia l'explotació a la seva constitució. També s'hi demanava l'abolició de les classes i les diferències de classe en la societat futura que preveien. El 1955 Aflaq va definir el socialisme com la "compartició de recursos del país entre els seus ciutadans."
Mentre que Aflaq sovint definia el socialisme basant-se en el que no era, una idea que compartia amb Salah al-Din al-Bitar era que el socialisme àrab no era comunista ni hi estava relacionat de cap manera. Part de la raó d'això era el suport del Partit Comunista Francès a allargar el mandat francès a Síria. En una publicació poc després de la decisió, Aflaq escrigué: "Si se'm demana definir el socialisme, no ho buscaré en les obres de Marx o Lenin." La diferència cardinal principal entre el socialisme àrab i el comunisme era, segons Aflaq i els baasistes en general, que el paper cardinal es donava al nacionalisme. Com que tot en el pensament baasista estava enllaçat d'alguna manera amb el nacionalisme àrab, Aflaq no podia reduir la distància entre el nacionalisme i l'internacionalisme comunista. Tanmateix, va prendre nota de la política de Josip Broz Tito d'autodeterminació mentre governava Iugoslàvia. Una altra diferència era que Aflaq no donava suport a la idea comunista que la lluita de classes era el pilar central de la història humana, i es donava aquest paper al nacionalisme.

## Radicalització del terme
A la dècada de 1950, però, les actituds canviants del socialisme dins del Partit Baas van començar a ser aparents. Jamal al-Atassi, en un document de 1956, escrigué que malgrat que el socialisme àrab no era comunisme, el partit podia aprendre de l'experiència dels països socialistes de com construir una societat socialista. Fou en aquella època quan termes inspirats pel comunisme com "masses de persones" i "organització del poble" van començar a fer-se servir en literatura baasista, mentre que alhora s'emfasitzava més en la lluita de classes que abans. Va escriure que el "socialisme no pot aconseguir els seus objectius llevat que comenci des del fet de la divisió, la diferència i el conflicte entre les estructures de la societat i classes." Atassi va acabar l'article cridant a les "classes oprimides" de treballadors, camperols i "altres lluitadors" perquè s'unissin a l'esforç per fer fora els opressors i establir una societat àrab unida. En resum, cridava a la lluita revolucionària. Malgrat que Aflaq creia que la lluita de classes existia, creia que estava subordinada al nacionalisme.